# Baviera-Landshut
Baviera-Landshut fou una línia de ducs de Baviera. La primera vegada va sorgir per divisió de la Baixa Baviera el 1353 i va durar fins a la partició de 1392. Els ducs foren:
- 1353-1375 : Esteve II
- 1375-1392 : Esteve III, Frederic i Joan II, junts

El 1392 els tres es van repartir el ducat i va sorgir una nova línia (amb un domini considerablement més reduït) de Baviera-Landshut, que va existir fins al 1445 quan va passar a Baviera-Ingolstadt. Els ducs foren:
- Frederic 1392-1393
- Enric XVI o IV (fill) 1393-1445